# Puig de Llorí
El Puig de Llorí  és una muntanya de 38 metres que es troba al municipi de Palau-saverdera, a la comarca catalana de l'Alt Empordà.